# Frecheirinha
Frecheirinha is een gemeente in de Braziliaanse deelstaat Ceará. De gemeente telt 13.537 inwoners (schatting 2009).
De gemeente grenst aan Coreaú, Ubajara en Tianguá.